# Immunoglobuline antirabique
L'immunoglobuline antirabique est un médicament composé d'anticorps dirigés contre le virus de la rage.

## Usage médical
Elle est utilisée pour prévenir la maladie de la rage après une exposition. Elle est administrée après que la plaie a été nettoyée avec de l'eau et du savon ou de la povidone iodée et est suivie d'un traitement par le vaccin antirabique. Elle est administrée par injection dans le site de la plaie et dans un muscle . Elle n'est pas nécessaire chez les personnes qui ont déjà été vaccinées contre la rage.

## Effets secondaires
Les effets secondaires courants sont la douleur au site d'injection, la fièvre et les maux de tête. Des réactions allergiques graves telles que l'anaphylaxie peuvent rarement se produire, l'utilisation pendant la grossesse n'est pas connue pour nuire au fœtus. L'immunoglobuline antirabique se lie au virus de la rage avant qu'il ne puisse pénétrer dans les tissus nerveux . Une fois que le virus est entré dans le système nerveux central, l'immunoglobuline antirabique n'est plus utile.

## Histoire et coût
L'utilisation des immunoglobulines antirabiques sous forme de sérum sanguin remonte de 1891. Son utilisation est devenue courante en médecine dans les années 1950. Elle figure sur la liste des médicaments essentiels de l'Organisation mondiale de la santé .
L'immunoglobuline antirabique est chère et difficile à trouver dans les pays en développement . Aux États-Unis, on l'estime à plus de 1 000 dollars par dose. Certaines versions sont fabriquées à partir du plasma sanguin de personnes ou de chevaux qui ont des niveaux élevés d'anticorps dans leur sang,, la version cheval est moins chère mais a un taux plus élevé d'effets secondaires,.